# Aunsø Sogn
Aunsø Sogn ist eine ehemalige Kirchspielsgemeinde (dän.: Sogn) auf der dänischen Insel Seeland.
Bis 1970 gehörte sie zur Harde Løve Herred im damaligen Holbæk Amt, danach zur Gørlev Kommune im Vestsjællands Amt, die wiederum im Zuge der Kommunalreform zum 1. Januar 2007 in der erweiterten Kalundborg Kommune in der Region Sjælland aufgegangen ist.
Am 1. Januar 2019 wurden Aunsø Sogn und Viskinge Sogn zum Viskinge-Avnsø Sogn zusammengelegt. („Avnsø“ schreibt sich tatsächlich anders als „Aunsø“.) Das bezieht sich nur auf die kirchlichen Belange. In ihrer Eigenschaft als Matrikelsogne, also als Grundbuchbezirke der Katasterbehörde Geodatastyrelsen, wirken sich seit Abschaffung der Hardenstruktur 1970 solche Änderungen nicht mehr aus.
Am 1. Oktober 2018 lebten 1.177 Einwohner im Kirchspiel, die „Aunsø Kirke“ und die „Aunsø Gamle Kirke“ liegen auf dem Gebiet der Gemeinde. Ein Teil der Ortschaft Svebølle liegt im Nordwesten des Gemeindegebietes.
Nachbargemeinden waren im Nordosten Bjergsted Sogn, im Südosten Buerup Sogn, im Süden Jorløse Sogn, im Westen Ubby Sogn, sowie im Nordwesten Viskinge Sogn.